# Anna Grigor'evna Kozickaja
Anna Grigor'evna Kozickaja (San Pietroburgo, 26 maggio 1773 – San Pietroburgo, 14 febbraio 1846) è stata una nobildonna russa.

## Biografia
Era la figlia del segretario di stato di Caterina II, Grigorij Vasil'evič Kozitskij, e di sua moglie, Ekaterina Ivanovna Myasnikova. Fu educata a casa e, insieme a sua sorella maggiore Aleksandra, era l'erede di suo nonno, Ivan Myasnikov.

## Matrimonio
Sposò, il 2 settembre 1795 a Mosca, il principe Aleksandr Michajlovič Belosel'skij-Belozerskij (1752-1809), un famoso filantropo e diplomatico, che la sposò dopo la morte della sua prima moglie. Ebbero tre figli:
- Esper Aleksandrovič (1802-1846);
- Ekaterina Aleksandrovna (28 aprile 1804-1 maggio 1861), sposò Ivan Onufrievič Suchozanet, ebbero due figli;
- Elizaveta Aleksandrovna (25 settembre 1805-12 gennaio 1824), sposò Aleksandr Ivanovič Černyšëv, non ebbero figli.

La loro residenza a San Pietroburgo era il punto di ritrovo dell'alta società. Tuttavia, senza ereditare da sua madre né la sua mente né la capacità di intrattenere, Anna non era amata dalla società, che la trovata noiosa e arrogante.
La principessa era molto portata per gli affari: acquistò l'isola abbandonata di Krestovsky acquistata dai Razumovskij, sulla quale allora, secondo un contemporaneo, c'era una foresta per mezzo milione di rubli. Nel 1797, la principessa acquistò una piccola casa in pietra vicino al ponte Anichkov. Al suo posto fece costruire il primo palazzo (1797-1799) a tre piani in stile classico. Nel suo lussuoso palazzo, Anna organizzò balli e ricevimenti, che erano considerati tra i primi in termini di lusso e ricchezza, e in termini di splendore furono paragonati a quelli imperiali del Palazzo d'Inverno. Era un membro onorario della Imperial Free Economic Society.

## Morte
Rimasta vedova, Anna visse spesso nella sua casa a Mosca, ereditata da sua madre. Morì il 14 febbraio 1846 a San Pietroburgo e fu sepolta  nel cimitero Lazarevskoye dell'Alexander Nevsky Lavra.